# 1912 en Alberta
Chronologie de l'Alberta
- 1908
- 1909
- 1910
- 1911
- 1912
- 1913
- 1914
- 1915
- 1916

Cette page concerne des événements qui se sont produits durant l'année 1912 dans la province canadienne de l'Alberta.

## Politique
- Premier ministre :  Arthur Lewis Sifton du  parti Libéral
- Chef de l'Opposition :
- Lieutenant-gouverneur :George Hedley Vicars Bulyea (en)
- Législature :

## Événements

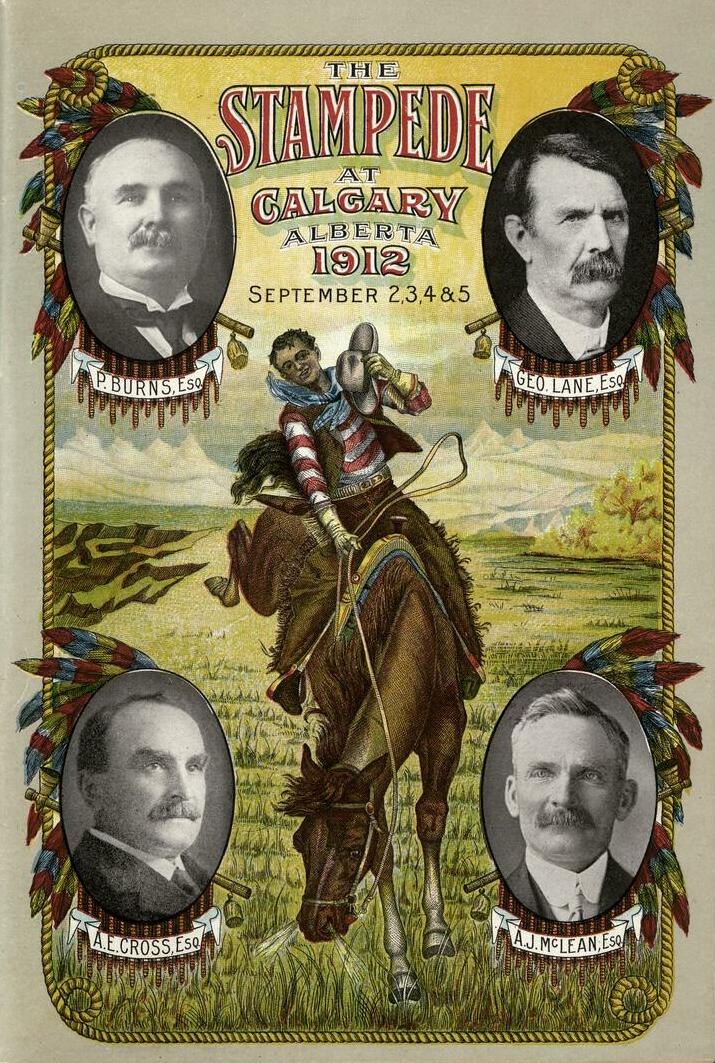
Programme du Stampede de Calgary de 1912

- Établissement d'une communauté francophone à Rivière-La-Paix en Alberta.

- Création de la Société du parler français dans le quartier franco-albertain Saint-Joachim d'Edmonton[1].

- Septembre :
  - premier Stampede de Calgary[2]. L'événement va se poursuivre annuellement.
  - son Altesse Royale, le duc de Connaught, Gouverneur général du Canada, a déclaré le parlement de l'Alberta officiellement ouvert[3],[4],[5]. Le bâtiment est l’œuvre d'Allan Merrick Jeffers (en), architecte diplômé de la Rhode Island School of Design, aux États-Unis.

- 30 novembre : érection du Diocèse catholique de Calgary.